# Мамбл-рок
Мамбл-рок (англ. mumble rock,укр. бормотлива рок-музика) — піджанр рок-музики, започаткований наприкінці 2010-х років на теренах Росії та України. За версією Муз-ТВ станом на 2019 рік мамбл-рок є одним з похідних жанрів панк-рок та хіп-хоп музики.
Перша згадка про жанр у ЗМІ датується квітнем 2019 року. Тоді було розміщено перший критичний відеоогляд на сайті Муз-ТВ. Першопрохідцями мамбл-року у ЗМІ вважаються гурти «Пошлая Молли», «Кис Кис», «МУККА», та Поліна Фаворська (проекти «Serebro», «Favlav»), Гречка, «Френдзона», «Завтра брошу».
Серед відмінних характеристик жанру можна виділити схильність до неправильної та погано розбірливої вимови слів (бурмотіння) із застосуванням фонової музики, характерної для панк-року та електроніки, нерідко з різкою зміною тембру композиції. Також мамбл-рокери, як правило, знімають до своїх пісень малобюджетні кліпи, а у текстах переважає тематика вульгарної поведінки 20-річної молоді.